# Фрейтаг, Мария
Мария Фрейтаг (пол. Maria Freytag; 15 августа 1835, Варшава — 10 мая 1873, Варшава) — польская балерина.
Училась в варшавской балетной школе, в том числе у Филиппо Тальони, уже в 1844 г. дебютировала на сцене Варшавской оперы, в 1846 г. танцевала Коломбину в «Хромом бесе». В 1852 г. получила ангажемент, 13 июня 1854 г. дебютировала как солистка, исполнив заглавную партию в «Эсмеральде». В дальнейшем танцевала заглавные партии в «Жизели» и «Катерине, дочери бандита», Зоську в «Свадьбе в Ойцове», королеву в «Девах озера». В 1857 г. стажировалась в Парижской опере, совершенствовала своё мастерство под руководством Луи-Франсуа Гослена. В 1861 г. с успехом гастролировала как Жизель в Берлине и Гамбурге.
В 1863 г. из-за травмы оставила сцену, годом позже вышла замуж за дирижёра балетов в Варшавской опере Габриэля Рожнецкого. Дочь Юзефа Рожнецкая (1867—1931) стала актрисой и певицей.